# Plaza Davidka
La plaza Davidka (en hebreo: כיכר הדוידקה) es una plaza pública en la intersección de la calle Jaffa, en la calle de los Profetas, y la vía Kiach en Jerusalén, Israel. Su nombre oficial es Kikar Haherut (hebreo:  כיכר החירות, Plaza de la Libertad). Cuenta con un pequeño monumento a la Davidka, un mortero israelí casero utilizado en la defensa de Jerusalén y otras ciudades durante la guerra de Independencia de 1948.
En 1956, la municipalidad de Jerusalén encargó un monumento a los Davidka diseñado por el arquitecto Asher Hiram. Fue montado en una plataforma de piedra grabada con parte del versículo del libro de los Reyes: "Yo defenderé esta ciudad para salvarla" (2 Reyes 19:34).